# Mc1r
MC1Rはメラニン細胞刺激ホルモン(MSH)の受容体タンパク質をコードする遺伝子である。
| 遺伝子名                | 染色体上の位置 | アミノ酸配列の長さ |
| ----------------------- | -------------- | ------------------ |
| melanocortin 1 receptor | 16q24.3        | 317                |

## 特徴
- この受容体は、赤色フェオメラニンと黒色ユーメラニンという2種類のメラニンの産生を制御する。[1]
- MC1R遺伝子に変異が起こることにより、皮膚や髪の色を赤色系にするフェオメラニンの産生を増加させる。ユーメラニンは日焼を保護する作用をもつが、フェオメラニンは紫外線を浴びると、フリーラジカルを生成し、皮膚に障害を与える可能性を持つ。メラニン細胞刺激ホルモン(MSH)がMC1R遺伝子に結合するとMC1Rが活性化し、ユーメラニン合成を刺激する。この受容体は光感受性の主要因子であり、黒色腫および非黒色腫皮膚がんの遺伝的危険因子である。皮膚および毛髪の色と相関する30以上の変異アレルが同定されており、正常なヒト色素の多様性に影響する。[1]